# 鵝鑾鼻第二遺址
鵝鑾鼻第二考古遺址，為臺灣屏東縣恆春鎮鵝鑾里一處多文化層的考古遺址，包含舊石器時代至新石器時代的多個文化期相。本遺址位於鵝鑾鼻公園內，屬墾丁國家公園範圍。1981年墾丁風請特定區管理處因鋪設石板步道發現。1982年李光周等對該處進行調查及發掘，並命名為「鵝鑾鼻第二史前遺址」。

## 調查簡史
1981年4月2日，墾管處於石板步道鋪設工程中發現陶片、石器等史前遺留。同年12月9日李光周、劉益昌、李匡悌等人至遺址現場進行地表調查。
1982年6月1日，李光周開始進行「臺灣南端鵝鑾鼻公園考古調查研究」計劃，並於同年7月13-8月15日針對本遺址進行發掘。
由於重要性高，本遺址後續又經歷多次調查與發掘，包含1984年李光周等人、1988年李匡悌、1993年黃士強及李匡悌等人、1994年臧振華等、2000年李匡悌等、2006年陳有貝、鄭建文等及2015年李匡悌等。

## 年代
鵝鑾鼻第二考古遺址的年代，歷次發掘調查選取了炭、貝樣本送至國立臺灣大學碳十四定年實驗室及美國Beta實驗室進行碳十四年代的測定。綜合而言，年代測定的結果顯示，本遺址屬距今約5000-2600年前之間。本遺址共包含四個文化類型，依年代先後分別為：鵝鑾鼻第一文化相（舊石器時代），距今約5000年前、鵝鑾鼻第二文化相（又名墾丁文化相，新石器時代），距今約4000年前、鵝鑾鼻第三文化相（新石器時代），距今約3500-2500年前，以及疑似與前期有承接關係距今約2500年前的鵝鑾鼻第四文化相（新石器時代）。 

## 文化內涵
根據歷次發掘所出土的遺物來看，本遺址所出土的考古遺留包含：本遺址石器方面出土類型豐富，包含屬舊石器時代（先陶文化；鵝鑾鼻第一文化相）的礫石砍器、石片器及新石器時代的（鵝鑾鼻第二、三、四文化相）的錛鑿形器、斧鋤形器、石刀、矛鋤形器、網墜等。陶器方面，除一般常見的橙色夾砂陶外，第二文化相出土有以紅色繩紋陶（細繩紋陶）為特徵的陶器，而到了第三文化相則出土有帶彩繪紋飾的陶片。除此之外，本遺址尚出土有玉器、骨角器、貝器以及龜、貝、魚、哺乳動物等生態遺留。

## 特殊意義
本考古遺址除了具有多文化層且堆積深厚外，還是臺灣本島繼八仙洞遺址之後首次證實舊石器時代文化遺留的考古遺址。此外，本遺址第三文化相文化層中所發現的彩陶為高雄以南首次發現彩陶的遺址。另外，本遺址因文化層堆積清楚且保存完整，可視為「鵝鑾鼻第一文化相」的代表遺址。